# Forte forte forte (programma televisivo)
(Slogan del programma)
Forte forte forte è stato un programma televisivo italiano prodotto da Raffaella Carrà e Sergio Japino e andato in onda in prima serata su Rai 1 nel 2015 con la conduzione di Ivan Olita. Il programma si è svolto presso gli Studi Voxson a Roma.

## Il programma
Il programma è un talent show ideato da Sergio Japino e Raffaella Carrà, da cui appunto proviene il titolo ispirato alla sua omonima canzone. Il numero di puntate, inizialmente fissato a 10, è stato successivamente ridotto ad 8 (le cui prime quattro sono state trasmesse in differita). La giuria del programma ha l'obiettivo di trovare un intrattenitore a tutto tondo, abile in più discipline quali ballo, canto, intrattenimento e conduzione televisiva. Dopo le prime due puntate di audizioni solamente quattordici concorrenti su un centinaio vengono scelti dalla giuria per partecipare al live show, in cui si dilettano in esibizioni di gruppo, duetti e singolarmente. La giuria è composta da quattro membri: oltre alla Carrà, essa comprende Joaquín Cortés, Asia Argento e Philipp Plein. La votazione e conseguente ammissione del concorrente alla fasi finali avviene per maggioranza semplice: ognuno dei quattro giudici, se soddisfatto dall'esibizione del concorrente che ha di fronte, dà il proprio "forte" (equivalente al "sì"), facendo in modo che il concorrente passi alle finali con tre forte. La Carrà, inoltre, può dare il suo giudizio con un "fortissimo", il quale può sovvertire il voto degli altri tre giudici, nel caso in cui solo uno o nessuno di loro abbia votato negativamente. A preparare i concorrenti ci sono i coach: Stefano Magnanensi per il canto, Tiziano Vasselli per il ballo e Chiara Noschese per la recitazione. Gli arrangiamenti e la direzione d'orchestra sono di Danilo Vaona e le coreografie di Jamal Sims.

## La sigla
La sigla del programma è stata affidata al DJ francese Bob Sinclar, che per l'occasione ha remixato il brano Forte forte forte di Raffaella Carrà. La nuova versione del brano si intitola Forte, ed è stata pubblicata su iTunes come singolo il 16 gennaio 2015 in occasione della prima puntata del programma, ed inclusa nella raccolta pubblicata nello stesso periodo Forte forte forte - Hits & Rarities.

## Cast

### Giuria
I giudici di Forte forte forte sono l'attrice e regista italiana Asia Argento, la show-woman e conduttrice televisiva Raffaella Carrà, il ballerino spagnolo Joaquín Cortés e lo stilista tedesco Philipp Plein.

### Concorrenti
Durante la puntata finale del 13 marzo 2015 Stefano Simmaco si aggiudica la vittoria del talent show ed un contratto Rai che lo porterà in video a partire dalla prossima stagione televisiva del Servizio pubblico.
| Posizione | Nome                             | Provenienza             | Età     | Esperienze precedenti |
| --------- | -------------------------------- | ----------------------- | ------- | --- |
| 1°        | Stefano Simmaco                  | Prato                   | 28 anni | Ha iniziato a lavorare a 12 anni al fianco di Massimo Ranieri ed ha varie esperienze teatrali alle spalle. Per la tv, ha lavorato nel programma per ragazzi Trebisonda.                                                              |
| 2°        | Pasquale Di Nuzzo                | Maddaloni               | 22 anni | Ex concorrente della dodicesima edizione di Amici. Giunto alla fase serale, è entrato a far parte della squadra bianca ed è stato eliminato durante la semifinale.                                                                   |
| 3°        | Marco Martinelli                 | Lucca                   | 24 anni | Ex concorrente alla seconda edizione di The Apprentice. La sua passione è sempre stata il canto. |
| 4°        | Manuela Zero                     | Piano di Sorrento       | 27 anni | Attrice di teatro e televisione, ha lavorato come primadonna per Pier Francesco Pingitore, imitando il ministro Maria Elena Boschi. Per la tv ha avuto piccoli ruoli in Un posto al sole, Romanzo criminale - La serie e Don Matteo. |
| 5°        | Gabrio Gentilini                 | Firenze                 | 26 anni | Attore di musical professionista, ha recitato come protagonista nei musical La febbre del sabato sera e Dirty Dancing. |
| 6°        | Federica Buda                    | Siracusa                | 22 anni | Ex concorrente del Team Carrà alla seconda edizione di The Voice of Italy, eliminata poi al terzo live show. |
| 7°        | Vittoria Hyde                    | Monza                   | 29 anni | Speaker radiofonica per Virgin Radio Italia ed ex concorrente alla prima edizione di X Factor, eliminata nel corso della seconda puntata.                                                                                            |
| 8°        | Maria Elena Ricci                | Roma                    | 16 anni | È la concorrente più giovane di Forte Forte Forte. La sua esibizione ha riportato alla mente i fasti di Non è La Rai. |
| 9°        | Daniele Quistelli                | Roma                    | 36 anni | Drag-queen, per l'esattezza drag-singer, si presenta alle audizioni con il nome d'arte di Daniel DeCò. In passato è stato un Carramba Boy nel programma Carramba che sorpresa di Raffaella Carrà.                                    |
| 10°       | Vincenzo Paolo Scafarto          | Castellammare di Stabia | 29 anni | Ha lavorato per una rivista di moda. |
| 12°       | Don Cash (vero nome Danilo Coci) | Catania                 | 32 anni | È un rapper conosciuto a livello regionale, in Sicilia, grazie ad un inno calcistico scritto in onore del Catania. |
| 13°       | Fidia Francesca Costantino       | Milano                  | 19 anni | Ha un passato nella ginnastica artistica. |
| 14°       | Igor Perotto                     | Palermo                 | 29 anni | Per la tv, ha lavorato per una serie di spot pubblicitari e per il programma televisivo Il treno dei desideri di Antonella Clerici.                                                                                                  |
| 15°       | Rosa Montesdeoca Arbona          | Las Palmas (Spagna)     | 25 anni | Ballerina, attrice e stunt-woman. |

### Collaboratori
- Coach di ballo: Tiziano Vasselli
- Coach di canto: Stefano Magnanensi
- Coach di recitazione: Chiara Noschese
- Coreografo: Jamal Sims
- Arrangiamenti e Direzione d'orchestra: Danilo Vaona
- Web reporter: Federica Minìa

## Premi
- Primo classificato - Stefano Simmaco
- Premio della giuria - Vittoria Hyde[4]

## Ascolti
| Puntata | Fase      | Diretta | Messa in onda    | Ospiti                                                   | Telespettatori | Share  | Fonte  |
| ------- | --------- | ------- | ---------------- | -------------------------------------------------------- | -------------- | ------ | ------ |
| 1       | Audizioni | NO      | 16 gennaio 2015  | N.D.                                                     | 3.837.000      | 15,51% | [ 5 ]  |
| 2       | Audizioni | NO      | 23 gennaio 2015  | N.D.                                                     | 3.084.000      | 13,67% | [ 6 ]  |
| 3       | Live Show | SI      | 30 gennaio 2015  | N.D.                                                     | 2.925.000      | 12,54% | [ 7 ]  |
| 4       | Live Show | SI      | 6 febbraio 2015  | Giancarlo Magalli                                        | 3.262.000      | 13,46% | [ 8 ]  |
| 5       | Live Show | SI      | 20 febbraio 2015 | Anastacia, Il Volo                                       | 3.157.000      | 13,88% | [ 9 ]  |
| 6       | Live Show | SI      | 27 febbraio 2015 | Gigi D'Alessio, Massimo Giletti, Saint Motel             | 2.551.000      | 11,34% | [ 10 ] |
| 7       | Live Show | SI      | 6 marzo 2015     | Nek, Enrico Montesano, Fabrizio Frizzi, Serena Autieri   | 2.717.000      | 12,32% | [ 11 ] |
| 8       | Live Show | SI      | 13 marzo 2015    | Annalisa, Claudio Cecchetto, Patty Pravo e Nino Frassica | 2.819.000      | 13,16% | [ 12 ] |
| Media   |           |         |                  |                                                          | 3.044.000      | 13,23% |        |